# Rogério (Fußballspieler, 1980)
Rogério, mit vollem Namen Luiz Rogério da Silva (* 12. Juni 1980 in Santos), ist ein ehemaliger brasilianischer Fußballspieler.

## Karriere
Rogério spielte zehn Jahre lang für den brasilianischen Klub Associação Portuguesa de Desportos in São Paulo, bevor er sein Glück in Europa versuchte. Der kopfballstarke Stürmer wurde 2003 vom damals aufstrebenden FC Wil verpflichtet. Wil gewann 2004 den Schweizer Cup, stieg aber noch in der gleichen Saison in die Challenge League ab. Alain Geiger verpflichtete ihn daraufhin für den Grasshopper Club Zürich. Im Juni 2006 unterschrieb er für drei Jahre beim FC Aarau.
Im Sommer 2009 kehrte er zu den Grasshoppers zurück, wo er die Saison 2009/10 blieb. Im Anschluss ging zum CD Marathón, wo er seine aktive Laufbahn beendete.

## Erfolge
- Schweizer Cup: 2004 (FC Wil)